# Alexander Zverev
Alexander Zverev (Hamburgo, 20 de abril de 1997) é um tenista profissional alemão. É o atual número 3 do ranking mundial da ATP.
Torneios ATP Masters 1000 conquistados: 2 Masters de Madrid, 2 Masters de Roma, 1 Masters do Canadá e 1 Masters de Cincinnati.
Outros grandes títulos: 2 ATP Finals e 1 Medalha de Ouro Olímpico.
Zverev é um dos 3 únicos tenistas a ter múltiplos títulos no Masters 1000 de Roma, ao lado de Rafael Nadal e Novak Djokovic.
Também é um dos 3 únicos tenistas a derrotar Rafael Nadal em Roland Garros.
Seu backhand é tido como o melhor do circuito por muitos especialistas.
Ao vencer a 2° rodada do Masters de Miami 2025 se tornou o alemão com mais vitórias em torneios Masters 1000.
É um dos 3 alemães com mais de 500 vitórias na carreira ao lado de Tommy Haas e Boris Becker.

## Biografia
Alexander Zverev vem de uma família que se alimenta de tênis há muito tempo. O pai, agora seu treinador, jogou profissionalmente pela Rússia, então União Soviética, onde se casou com a também tenista e hoje treinadora Irena. Eles se mudaram em 1991 para a Alemanha, onde nasceu primeiramente Mischa, que também joga o circuito atualmente apesar de muitos problemas de contusão. Zverev é fã do Miami Heat e de LeBron James, tendo como espelho no tênis Roger Federer.

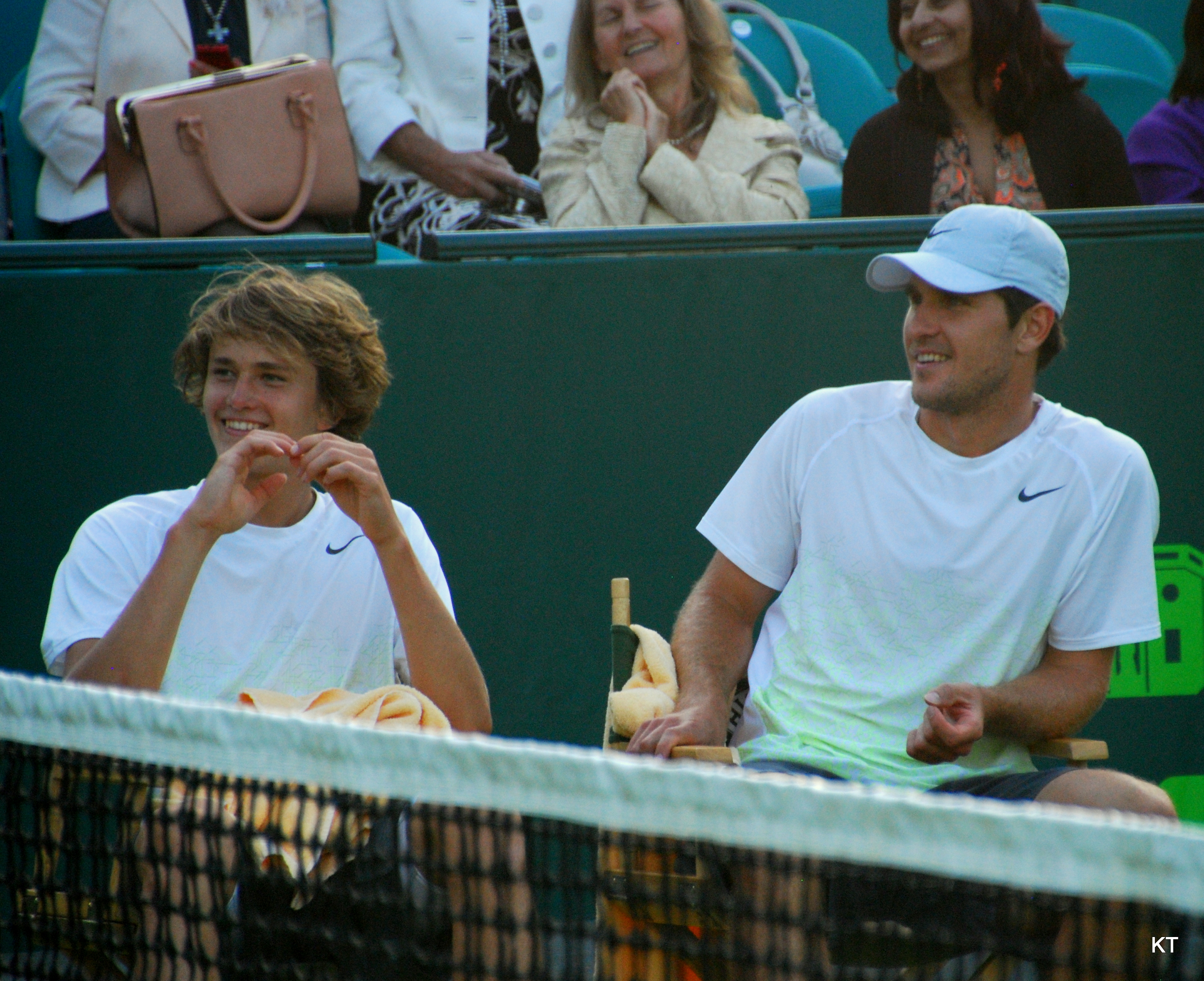
Zverev com seu irmão, Mischa (direita), em 2013

Profissional desde 2013, Alexander Zverev é apelidado de Sascha e joga desde os cinco anos, influenciado pelo pai, Alexander, ex-tenista e atualmente seu treinador.

## Carreira

### Início
Alexander Zverev foi número um do mundo no circuito juvenil. Ele um tremendo fenômeno. Quando se fala tanto em precocidade, é bom lembrar que ele ganhou um future nos EUA apenas aos quinze anos e meio. Zverev fez uma grande temporada como juvenil em 2014, quando aos dezesseis anos, conquistou o título do Australian Open júnior e imediatamente se dedicou aos qualis de challenger – passou cinco – e de ATPs. Foi campeão do Challenger de Braunschweig derrotando três adversários entre os cem do ranking.
No início da segunda semana de julho de 2014, Zverev recebeu um wild card e disputou o ATP 250 de Stuttgart, na Alemanha. Mas o alemão perdeu na estreia para o tcheco Lukas Rosol, que o derrotou em dois tiebreaks, fechando o jogo com o placar final de 7–6 (9-7) e 7–6 (11-9), depois de 1h43 de partida.
Em meados de julho de 2014, Zverev passou a tentar os torneios profissionais maiores. E, à época com apenas dezessete anos, obteve vitórias e chegou às semifinais do ATP 500 de Hamburgo, na Alemanha. Com essa campanha, Zverev se tornou o primeiro tenista de dezessete anos a chegar à semifinal de um torneio de nível ATP desde 2006, quando o croata Marin Čilić alcançou a mesma fase no ATP de Gstaad. Zverev nunca tinha vencido uma partida válida pela ATP antes do ATP 500 de Hamburgo, mas no torneio alemão derrotou o holandês Robin Haase, o russo Mikhail Youzhny, cabeça de chave cinco, e o colombiano Santiago Giraldo, 11.º favorito ao título. A campanha inédita até as semifinais do ATP 500 de Hamburgo fez o alemão Alexander Zverev dar um grande salto no ranking mundial. Fora do top 800 no início da temporada e número 285 do mundo na semana anterior ao torneio, o jovem tenista pulou 124 posições e apareceu em 161.º lugar na lista da ATP.

### 2015
No dia 26 de março de 2015, vindo do qualificatório e então 129.º do mundo,  Zverev deu importante passo rumo ao top cem a vencer pelo Masters 1000 de Miami, nos EUA, o duelo de sacadores contra o australiano Sam Groth, de 1,93m de altura e 69.º do mundo. Pois, então com dezessete anos e 1,98m, ele disparou 22 aces contra dezessete do rival no triunfo com parciais de 7–5, 6–7 (5-7) e 6–4, em 2h02min de partida. Essa foi a primeira vitória da carreira do alemão em eventos Masters 1000. Mas, na segunda rodada Zverev encarou o tcheco Lukas Rosol, cabeça de chave 26, e perdeu por 7–6 e 6–3.
Em maio de 2015, Zverev alcançou pela primeira vez o grupo de elite do tênis profissional ao entrar no top cem do ranking mundial masculino da Associação dos Tenistas Profissionais. Ainda em maio, jogando com o irmão Mischa Zverev, ficou com o vice-campeonato da chave de duplas do ATP 250 de Munique, na Alemanha, ao perder de virada na final do torneio para a parceria formada pelo brasileiro Bruno Soares e o austríaco Alexander Peya pelas parciais de 4–6, 6–1 e 10-5.
No final de junho, disputando o torneio amistoso Boodles Challenge, em Buckinghamshire, na Inglaterra, o jovem alemão Alexander Zverev, então 76.º do mundo e com apenas dezoito anos, surpreende e vence por 2–0 em sets, com parciais de 6-4 e 6-3, o sérvio Novak Djokovic, então o primeiro colocado no ranking mundial. Disputado sobre a grama, o campeonato serviu como preparação para o Torneio de Wimbledon. Poucos dias depois, Zverev disputou seu primeiro torneio de Grand Slam como profissional em Wimbledon, onde na estreia venceu o russo Teymuraz Gabashvili em jogo de cinco sets, por 6–3, 1–6, 6–3, 3–6 e 9–7, mas em seguida perdeu para Denis Kudla dos Estados Unidos na segunda rodada.
No final de julho, depois de eliminar o brasileiro Thomaz Bellucci por 2–1 sem sets nas quartas de final, Zverev alcançou sua segunda semi de torneios ATP na carreira, no ATP 250 de Bastad. Mas na semifinal, o espanhol Tommy Robredo encarou Zverev e não deu chances ao alemão vencendo por 2–0 em sets.
Na primeira semana de agosto, ainda promissor, Alexander Zverev venceu na estreia e avançou no ATP 500 de Washington, nos EUA. Pois, em duelo de jovens, então com dezoito anos e 96.º do ranking, venceu o japonês e 136.º colocado mundial Yoshihito Nishioka, um ano mais velho por 7–6 (7-1) e 6–3 em 1h31 de disputa. Na sequência, enfrentou o 14.º do ranking mundial, onde Zverev venceu Kevin Anderson na segunda rodada por 6-2, 3-6 e 4-6. Mas em seguida, pelas quartas de final, o croata Marin Čilić, então número oito do mundo, venceu Zverev, por 2–0, parciais de 7–5 e 7–6(3), em partida que teve 1h47min de duração. Já no final de agosto, depois de dar o azar de ficar fora do top 100 mundial exatamente na semana de definição da lista de inscritos para o US Open, Zverev confirmou o favoritismo e furou o qualificatório do US Open ao vencer pela rodada final o croata Ivan Dodig por 7–6(4) e 7–5. Assim, ele disputou segundo torneio de Grand Slam na carreira como profissional.
No final de outubro, em um encontro entre duas promessas do tênis mundial à época, um ano mais velho e já com bem mais bagagem no circuito profissional, o alemão de dezoito anos Alexander Zverev passou pelo sueco Mikael Ymer por 7–6 (9-7), 6–7 (5-7) e 6–4 em 2h32min de partida, no primeiro dia de jogos da chave principal do ATP 250 de Estocolmo, na Suécia. Assim, então, 85º no ranking, Zverev marcou sua 18ª vitória em torneios da ATP e avançou para enfrentar um top dez pela segunda vez na carreira. Onde, em um duelo de gerações, aos 30 anos de idade, o tcheco Tomáš Berdych, que ocupava a quinta posição do ranking, dominou o jovem Zverev desde o início da partida e saiu com a vitória por 6–3 e 6–4, em 1h27min de jogo.

### 2016
Em janeiro, teve início o primeiro Grand Slam do ano de 2016: o Australian Open. E pela primeira vez Alexander Zverev disputou o Grand Slam australiano. Mas na estreia o escocês Andy Murray, então segundo tenista no ranking da ATP e à época quatro vezes finalista em Melbourne, venceu Zverev por 3–0 em sets, com parciais de 6–1, 6–2 e 6–3, em 2h07min de jogo.
No início de fevereiro de 2016, o alemão Alexander Zverev, então 85.º colocado do ranking da ATP, salvou dois match-points na partida de estreia do ATP 250 de Montpellier, na França, contra o italiano Luca Vanni, este então na 103.ª colocação da ATP, e avançou na competição. Pois, em uma verdadeira batalha, Zverev precisou de 2h23min para fechar a partida de virada em 6–7 (3), 6–4 e 7–5. Logo na sequência, Zverev anotou uma vitória muito expressiva para seu início de carreira profissional. Em dois tiebreaks, o jovem alemão surpreendeu o croata Marin Čilić, este então 13.º do mundo, com parciais de 7–6 (7-4) e 7–6 (7-1) para alcançar as quartas de final do torneio francês. Foi a vigésima vitória de Zverev em nível ATP e a primeira contra um campeão de Grand Slam. Em seguida, com apenas 18 anos, Alexander Zverev alcançou sua terceira semifinal de ATP na carreira, sendo a primeira fora do saibro. Zverev garantiu lugar na penúltima rodada do ATP 250 de Montpellier, em quadras duras e cobertas, a vencer de virada um duelo alemão com o canhoto de 35 anos Michael Berrer por 6–7 (2-7), 6–2 e 7–5 em jogo de 2h43min. Mas no dia seguinte, em uma autêntica batalha, Zverev foi superado na semi pelo veterano francês Paul-Henri Mathieu pelas parciais de 7–6 (13-11 no tiebreak) e 7–5. Eliminado em simples, Zverev voltou à quadra pouco depois ao lado do irmão mais velho Mischa e passou para a final de duplas, ao derrotar os experientes Mahesh Bhupathi e Jonathan Marray, por 2–6, 6–2 e 10-3. Mas na final de duplas, o croata Mate Pavić e o neozelandês Michael Venus derrotaram por 2–0 os irmãos Zverev, parciais de 7–5 e 7–6 (4).
Na semana seguinte, em jogo de primeira rodada, o jovem alemão Alexander Zverev iniciou muito bem a competição do ATP 500 de Roterdã, nos Países Baixos. Pois, ele marcou 7–5 e 6–2 em 1h20min contra o canadense Vasek Pospisil, 41.º do mundo. Logo depois, pela segunda semana seguida, Zverev derrubou um top quinze. Pois, o jovem alemão então com dezoito anos e 70.º do ranking eliminou o francês Gilles Simon, 15.º do mundo, para chegar às quartas de final. Entretanto, na partida seguinte, o quinto favorito do torneio holandês e número dezoito do mundo, Gaël Monfils, conteve o embalo de Zverev a marcar as parciais de 7–6 (7-4) e 6–3 em 1h34min de partida.
Na sequência, Zverev estreou com triunfo no ATP 250 de Marselha, na França. Convidado pela organização do torneio para marcar presença no quadro principal, o jovem tenista alemão então com 18 anos — que já ocupava a 56.ª posição no ranking ATP — desfez as aspirações do francês Julien Benneteau e venceu com as parciais de 7-6(4) e 7-5 ao aproveitar dois dos seis pontos de break de que dispôs. Porém, na partida seguinte, em jogo duro que durou 2h07min, o tcheco Tomas Berdych, então 8.º colocado no ranking da ATP, bateu Zverev na segunda rodada do torneio francês pelo placar de 6–3, 3–6 e 7–5.
Posteriormente, na primeira semana de março, logo em seu primeiro jogo de Copa Davis, Alexander Zverev teve a missão de enfrentar o número sete do mundo e bicampeão do torneio Tomáš Berdych. E em duelo de 4h20min e cinco sets em Hannover, o experiente tcheco de trinta anos levou a melhor sobre o jovem alemão de apenas dezoito com parciais de 7–6 (8-6), 1–6, 4–6, 7/6 (7-5) e 6–4. Dois dias depois, o tcheco Lukas Rosol, 50.º do ranking, dominou o jovem Alexander Zverev, 58.º colocado, por 3–0 em sets com parciais de 6–2, 6–3 e 6–1 em apenas 1h38min em jogo surpreendentemente fácil e garantiu a República Tcheca nas quartas de final da Copa Davis.
Próximo a meados de março, o jovem alemão Alexander Zverev venceu jogo de 2h18 contra o croata Ivan Dodig por 3–6, 7–5 e 6–3 na estreia do Masters 1000 de Indian Wells, nos EUA. Após marcar sua segunda vitória em Masters 1000 na carreira, Zverev obteve outra grande vitória na temporada, ao superar o búlgaro e ex-top dez Grigor Dimitrov, com parciais de 6–4, 3–6 e 7–5. Na sequência, Zverev garantiu lugar nas oitavas ao surpreender o francês Gilles Simon, cabeça de chave dezesseis, com uma tranquila vitória em sets diretos, com placar final de duplo 6–2, em apenas 67 minutos. Mas na partida seguinte, a maior vitória da carreira de Alexander Zverev esteve a um ponto de ser consolidada. Um voleio que parou na rede mudou o rumo da partida e o alemão de dezoito anos e 58.º do mundo permitiu a reação do espanhol Rafael Nadal que aplicou as parciais de 6–7 (8-10), 6–0 e 7–5 em 2h36min no piso duro de Indian Wells.
Após quase bater Nadal, o jovem alemão Alexander Zverev, com somente dezoito anos, passou pela estreia no Masters 1000 de Miami, na Flórida, jogado em piso duro. Ele bateu o americano Michael Mmoh, jovem da mesma idade de Zverev e convidado do torneio, por duplo 7–6, em 1h54min de partida.
No dia 18 de junho de 2016, Zverev alcançou a final do ATP 500 de Halle, na Alemanha, ao vencer o suíço Roger Federer, número 1 do torneio, por 2–1 em sets. Na final, no entanto, foi derrotado por seu compatriota Florian Mayer, de 32 anos, por 2–1 em sets, com parciais de 6-2, 5-7 e 6-3.

### 2021
Em 1 de agosto de 2021, conquistou o ouro no torneio de simples dos Jogos Olímpicos de 2020 a derrotar o Karen Khachanov por 2–0 em sets (6-3 e 6-1).

## Finais de ATP

### Duplas: 2 (2 vices)
| Legenda                           |
| Grand Slam (0–1)                  |
| ATP World Tour Finals (0–0)       |
| ATP World Tour Masters 1000 (1–0) |
| ATP World Tour 500 Series (0–0)   |
| ATP World Tour 250 Séries (0–2)   |

| Finais por Piso |
| Duro (0–1)      |
| Saibro (0–1)    |
| Grama (0–0)     |

| Títulos por Local |
| ----------------- |
| Outdoors (0–1)    |
| Indoors (0–0)     |

| Posição | N. | Data                    | Torneio             | Piso   | Parceiro      | Oponentes na Final          | Placar           |
| Vice    | 1. | 04 de Maio de 2015      | Munique, Alemanha   | Saibro | Mischa Zverev | Alexander Peya Bruno Soares | 6–4, 1–6, [5–10] |
| Vice    | 2. | 07 de Fevereiro de 2016 | Montpellier, França | Duro   | Mischa Zverev | Mate Pavić Michael Venus    | 5–7, 6–7(4)      |